# 和歌山生協病院
和歌山生協病院（わかやませいきょうびょういん）は、和歌山中央医療生活協同組合が和歌山県和歌山市有本に設置する病院。

## 概要
救急告示病院。公益財団法人日本医療機能評価機構認定病院（病院評価結果は3rdG:Ver.2.0）。社会福祉法に基づく無料定額診療事業を行っている。全日本民主医療機関連合会に加盟。

## 診療科
(この節の出典)
- 内科
- 外科
- 小児科
- 呼吸器内科
- 神経内科
- 消化器内科
- 循環器内科
- 糖尿病内科
- アレルギー科
- リウマチ科
- 整形外科
- 大腸・肛門外科
- 消化器外科
- リハビリテーション科
- 腎臓内科（人工透析）：透析センターに透析病床21床を備える。
- 放射線科
- 麻酔科
- 皮膚科

## 医療機関の認定
(この節の出典)
- 保険医療機関
- 労災保険指定医療機関
- 生活保護法指定医療機関（医科）
- 結核指定医療機関
- 高齢者の医療の確保に関する法律(昭和57年法律第80号)第7条第1項に規定する医療保険各法及び同法に基づく療養等の給付の対象とならない医療並びに公費負担医療を行わない医療機関
- 臨床研修病院
- 指定自立支援医療機関（更生医療）
- 指定自立支援医療機関（育成医療）
- 指定自立支援医療機関（精神通院医療）
- 身体障害者福祉法指定医の配置されている医療機関
- 特定疾患治療研究事業委託医療機関
- 在宅療養支援病院
- 指定小児慢性特定疾病医療機関
- 難病の患者に対する医療等に関する法律(平成26年法律第50号)に基づく指定医療機関
- 原子爆弾被害者一般疾病医療取扱医療機関
- 公害医療機関
- 無料低額診療事業実施医療機関
- 麻酔科標榜医
- 第二種感染症指定医療機関[5]

## 差額ベッド代について
病院の理念により、差額ベッド料（個室料）を徴収していない。

## 訪問診療
(この節の出典)
当院では、訪間診療が保険制度として確立される以前から、往診・訪問看護などの在宅医療を行ってきた。
急変時は休日・時間外も和歌山生協病院で24時間体制で受け入れている。

## 交通アクセス
- JR阪和線「紀伊中之島駅」より東へ徒歩約10分

## 関連施設
- 和歌山生協病院附属診療所 - 和歌山市有本141-1

## 周辺
- きのくに信用金庫 中之島支店
- JAわかやま 四ケ郷中之島支店
- 和歌山刑務所